# (15198) 1940 GJ
(15198) 1940 GJ ist ein Asteroid des inneren Hauptgürtels, der am 5. April 1940 von der finnischen Astronomin Liisi Oterma in Turku entdeckt wurde.